# Бурый скромный чекан
Бурый скромный чекан (лат. Oenanthe fusca) — вид воробьиных птиц из семейства мухоловковых. Обитает преимущественно в северной и центральной Индии. Обычно встречается на старых зданиях или скалистых участках. Напоминает самку индийского чекана, но отличается от неё отсутствием оранжевых перьев на хвосте, осанкой и более крупным размером. В полёте напоминает дроздов и горихвосток. Питается насекомыми, пойманными в основном на земле. Ранее был отнесён к роду африканских скромных чеканов (Cercomela). Включён в род каменок (Oenanthe).
Описан английским зоологом Эдвардом Блитом в 1851 году под названием Saxicola fusca по экземпляру из индийского города Матхура. Клюв тонкий и слегка изогнутый на конце. Второе первостепенное маховое перо — самое длинное. Хвост из 12 перьев закруглён. По результатам молекулярно-филогенетических исследований, опубликованных в 2010 и 2012 гг. вид помещён в род каменок (Oenanthe).
Длина тела до 17 см. Окрашена равномерно в рыжевато-коричневый цвет с крыльями и хвостом более тёмного оттенка. На нижней стороне цвет переходит в тёмно-серо-коричневый. В полёте напоминает синего каменного дрозда и обычно встречается поодиночке или парами на старых зданиях или скалистых участках. Половой диморфизм не выражен, то есть самки по внешнему виду не отличаются от самцов. Питаются насекомыми, пойманными в основном на земле. Кормятся в позднее время насекомыми, привлечёнными искусственным освещением.
При пении имитирует птиц других видов, в том числе золотоглазую тимелию (Chrysomma sinense), Lalage melaschistos и голубую мухоловку-циорнис Тикеля (Cyornis tickelliae).
В Индии встречается к северу от реки Нармада, от штата Гуджарат на западе (преимущественно в округе Кач, но встречается и южнее) до Бенгалии на востоке, до Гималаев на севере, где встречается в предгорьях до высоты 1300 м. Также обитает на севере Пакистана, к востоку от реки Чинаб. Встречается в Непале.
Сезон размножения длится с весны до лета, и выращивается более одного выводка. Гнездо — это чаша с травой, шерстью и комьями, помещенная на выступе в придорожной выемке, стене или окне здания. Основа гнезда сложена из гальки и глины. Гнёзда охраняются, и родители будут преследовать пальмовых белок и других птиц, которые подходят слишком близко. Обычная кладка — три—четыре бледно-голубых яйца, которые высиживает только самка. Птенцы покидают гнездо примерно через две недели после вылупления.